# 1895

## أحداث
- تأسيس مدينة درايدن، أونتاريو وتقع حاليا في كندا.
- تأسيس مدينة بويرتو باريوس وتقع حاليا في غواتيمالا.
- تأسيس مدينة فيصل آباد وتقع حاليا في باكستان.
- 24 مارس: تأسيس مدينة بواكو وتقع حاليا في نيكاراغوا.
- نهاية الحرب اليابانية الصينية الأولى في 17 أبريل 1895 والتي بدأت في 1 أغسطس 1894.
- انتشار مرض الطاعون في البصرة، وجنوب العراق.
- صدور رواية آلة الزمن للكاتب هربرت جورج ويلز.

### أبريل
- 17 أبريل - توقيع معاهدة شيمونوسيكي بين الصين واليابان لإنهاء الحرب الصينية اليابانية الأولى.

## مواليد
- إستر كلارك رايت، مؤرخة كندية.
- أرتوري فيرتانن
- أمين الحسيني
- أندره كورنان
- أنستاس ميكويان
- أنعم ناصر
- إبراهيم النصار
- إدغار هوفر
- إرنستو ليكونا
- إستر فانوس
- إيجور تام
- العربي التبسي
- باستر كيتون
- باول غالفين
- بول ميوني
- بيار بوشارل
- جاك دمبسي
- جورج السادس ملك المملكة المتحدة
- خوان دي لا سيرفا
- درويش القصاص
- ديكنسون ريتشاردس
- رودلف فالنتينو
- رودولف ياكوب هوم
- ريتشارد بوكمينستر فولر
- رينجر فريستش
- سعاد البريكي
- ستانلي روس
- شتاوفنبرج
- عادل زعيتر
- عبد الله السالم الصباح
- غرهارت دوماك
- فولك برنادوت
- كارل أورف
- لورنس هاموند
- مايكل آرلن
- محمد خليل عبد الخالق
- محمد عبد الونيس العنز
- هاتي ماكدانيال
- هاري فرانسيس كيلي
- هنريك دام
- هيرسكوفيتس
- وليام برادلي أومستد
- ويليام جيوك
- فاليريان أباكوفسكي
- موسى كاظم بك - قائد عسكري ووزير وسياسي عراقي.
- عبد القادر الخطيب - عالِم وفقيه عراقي.
- محمد القزلجي - عالِم وفقيه عراقي.
- 25 أكتوبر - ليفي أشكول.
- عبد العزيز العروي - صحفي ورجل إذاعة تونسي.
- 30 ديسمبر - حمزة هومو، كاتب وشاعر بوسني.
- 1 أغسطس - غابور أندريانسكي، عالم نبات ومستكشف مجري.

## وفيات
- إسحاق بسي غراي
- الخديوي إسماعيل
- توماس هنري هكسلي
- جيمس آدامز ويستون
- فريدريك أنجلز
- فريدريك دوغلاس
- فريدريك ميسشر
- ليوبولد فون زاخر مازوخ
- 28 سبتمبر - لويس باستير، الكيميائي وعالم الأحياء الدقيقة الفرنسي.